# 1617.
◄ | 16. stoljeće | 17. stoljeće | 18. stoljeće | ►
◄ | 1580-ih | 1590-ih | 1600-ih | 1610-ih | 1620-ih | 1630-ih | 1640-ih | ►
◄◄ | ◄ | 1614. | 1615. | 1616. | 1617. | 1618. | 1619. | 1620. | ► | ►►
Arhitektura • Astronomija • Glazba • Kazalište • Kiparstvo • Knjige • Književnost • Kršćanstvo • Medicina • Politika • Pravo • Promet • Slikarstvo • Znanost

## Događaji
- 9. ožujka – zaključen Stolbovski mir, čime je okončan rusko-švedski rat

## Smrti
- 20. siječnja – Faust Vrančić, hrvatski polihistor, jezikoslovac, pronalazač, diplomat, inženjer

## Vanjske poveznice
|  | Zajednički poslužitelj ima još gradiva o temi 1617. |